# Finly H. Gray

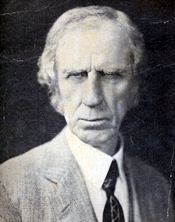
Finly H. Gray (1934)

Finly Hutchinson Gray (* 21. Juli 1863 bei Orange, Fayette County, Indiana; † 8. Mai 1947 in Connersville, Indiana) war ein US-amerikanischer Politiker.
Gray studierte Jura und wurde 1892 in die Anwaltschaft aufgenommen. Danach praktizierte er in Connersville und hatte 1904 bis 1910 das Amt des Bürgermeisters der Stadt inne. Gray wurde als Demokrat in den Kongress gewählt und vertrat dort den sechsten Wahlbezirk des Bundesstaates Indiana vom 4. März 1911 bis zum 3. März 1917 im US-Repräsentantenhaus.
Gray widmete sich in der Folge wieder seiner früheren beruflichen Tätigkeit und war daneben als Lektor tätig. Vom 4. März 1933 bis zum 3. Januar 1939 behörte er erneut dem US-Repräsentantenhaus an; diesmal vertrat er den zehnten Distrikt seines Staates. Danach zog sich Gray aus der Politik zurück und praktizierte in Connersville bis zu seinem Tod 1947. Er wurde auf dem Dale Cemetery beigesetzt.